# Kodazzi
Kodazzi es un framework de PHP Venezolano Open Source, creado para desarrollar aplicaciones web de manera rápida, organizada y eficiente. El proyecto se inició en el 2009 y ha sufrido constantes cambios desde entonces, con el propósito de conseguir flexibilidad y escalabilidad.

## Características
- Muy cómodo para instalar desde composer o descargando la última versión estable en GitHug.
- Iniciar con el desarrollo en Kodazzi es sencillo y rápido. Además en el portal se encuentra el manual de usuario.
- Utiliza el sistema de caché de Twig para que los sistemas sean mucho más ligeros y eficientes.
- La organización basada en Bundles permite incorporar y reutilizar funcionalidades independientes en los proyectos.
- Se especializa en la máxima independencia posible de sus compontes para garantizar la extensibilidad.

## Rutas
En Kodazzi la creación de rutas es muy práctico ya que cada Bundle dispone en su directorio config/ con un archivo de configuración llamado routes.cf.php y en él se definen las reglas para todas las peticiones que él mismo procese.
```
//Dinnovos/Site/config/routes.cf.php

<?php
  

$routes
->
add
(

    
'contact'
,

    
new
 
Route
(
'/contactanos'
,
 
array
(
'controller'
 
=>
 
'Dinnovos\Site:Home:index'
))

);

```

## El Controlador
Los controladores que permiten básicamente procesar las peticiones de los usuarios, deben estar ubicados dentro de la carpeta Controllers/ de cada bundle. Deben ser llamados según su función con la primera letra en mayúscula seguido por la palabra Controller, por ejemplo: HomeController.php. Internamente deben tener una forma similar a la siguiente:
```
<?php

namespace
 
Dinnovos\Site\Controllers
;

use
 
Dinnovos\Site\Main\BundleController
;

class
 
HomeController
 
extends
 
BundleController

{

    
public
 
function
 
indexAction
(
Request
 
$request
)

    
{

    
}

}

```

## La Vista
Kodazzi utiliza para la vista el componente Twig y esta puede ser invocada desde algún método del controlador con el acceso directo render(), de la siguiente manera: $this->render(Dinnovos\Site:Home:index).
```
{
%
 
extends
 
"site.web.twig"
 
%
}

{
%
 
block
 
content
 
%
}

    
<
h2
>
Bienvenido
 
a
 
Kodazzi
</
h2
>

{
%
 
endblock
 
%
}

```

## El Modelo
El modelo debe ser generado previamente desde un esquema que puede estar en cada bundle a través de la consola de comandos. Para invocar un modelo desde un controlador se puede utilizar el acceso directo getDB();
```
class
 
HomeController
 
extends
 
BundleController

{

    
public
 
function
 
indexAction
(
Request
 
$request
)

    
{

        
$pages
 
=
 
$this
->
getDB
()
->
model
(
'Dinnovos\Site\Models\PageModel'
)
->
fetchAll
();

        
return
 
$this
->
render
(
'Dinnovos\Site:Home:index'
,
 
array
(
'pages'
 
=>
 
$pages
));

    
}

}

```

- Datos: Q21573242